# Lucius Fabius Tuscus
Lucius Fabius Tuscus war ein im 1. und 2. Jahrhundert n. Chr. lebender Angehöriger des römischen Senatorenstandes.
Durch die Fasti Ostienses ist belegt, dass Tuscus im Jahr 100 zusammen mit Quintus Acutius Nerva Suffektkonsul war; die beiden Konsuln übten ihr Amt vermutlich in den Monaten Juli und August aus. Möglicherweise stammte er aus Ulia Fidentia in der Provinz Baetica, dem heutigen Montemayor, wo ein Lucius Fabius Luci filius Galeria Tuscus durch eine Inschrift als IIvir belegt ist.